# SS 엔터테인먼트
SS 엔터테인먼트(SS Entertainment)는 대한민국의 레코드 레이블이다. 한때 보이그룹 전설, 은지원, 길미 등을 대표했다.
본사는 서울특별시에 위치하였으며, 2017년 경 파산했다.

## 아티스트
- 전설 (2014~2017)
- 은지원 (2015~2016)
- 길미 (2015~2016)